# Szarkádi-gejzírbarlang
A Szarkádi-gejzírbarlang rombarlang, amely a Tihanyi-félszigeten, a Balaton-felvidéki Nemzeti Park területén található.

## Leírás
A Szarkádi-tető Ny-i részén lévő, azon forráskúp ÉK-i tövében van, melynek tetejére térképezési pontot telepítettek. (A betonból készült jelnek nincs felirata.) Megtalálható a sárga jelzésű turistaösvényről É felé letérve a sárga + jelzésű ösvényre, majd ezen kb. 50 m-t haladva egy tisztásig. (Elérhető ellenkező irányból is a sárga + jelzésű ösvényen.) A tisztásról K felé két másik forráskúpot elhagyva, nagyjából 50 m-re található a harmadik gejzírkúp ÉNy-i oldalában. Ugyanabban a forráskúpban van mint a Szarkádi III. kúp 2. ürege.
A 3 m széles és 60 cm magas szája ÉK felé néz. Belseje, úgy szélességét, mint magasságát tekintve kiöblösödik. Alján a kőtörmelék kis dombot alkot. Falain mindenütt öblösödések, mennyezetén két félgömbös kürtő van. Törmelékes feküjéből pedig mély rések tartanak lefelé. Hossza 3 m, legnagyobb szélessége 4 m és átlagos magassága 70 cm, legmagasabb részén 140 cm. Térfogata 6 m³ körüli. Hidrotermális oldódással meszes hidrokvarcitban keletkezett. Oldódások és újrakérgeződések látszanak benne. Klímája hasonló a környezetééhez. Szúnyogok, pókok és egyéb ízeltlábúak szoktak benne tartózkodni. Jelenleg csak helyi jelentőségű kis barlangrom. További kutatásra, feltárásra alkalmas a rombarlang.
Előfordul az üreg az irodalmában Szarkádi III. kup 1. ürege (Eszterhás 1984), Szarkádi III. kúp 1. ürege (Szenti, Eszterhás 2001), Szarkádi III. kúp ürege (Eszterhás 1987) és Szarkádi-gejzirbarlang (Eszterhás 1983) neveken is. 1987-ben volt először Szarkádi-gejzírbarlangnak nevezve a rombarlang az irodalmában.

## Kutatástörténet
Először, 1983-ban Eszterhás István írta le az üreget. Ez az említés a tihanyi szpeleográfiai jelentésben található. 1983-ban Eszterhás István és Jákói István mérték fel az üreget, majd Eszterhás István a felmérés felhasználásával elkészítette az üreg alaprajz térképét és két metszet térképét. Kordos László 1984-ben megjelent könyvének országos barlanglistájában meg lett említve a Tihany, Szarkádi-mező gejzírkúpjának üregei kifejezés, ami a barlanglista szerint azonos a Hálóeresztői-kőfülkével és térképen van feltüntetve helye. A Hálóeresztői-kőfülke azonos a Szarkádi-sziklaeresszel, a Szarkádi-üreggel és a Szarkád-tetői-barlanggal.
Az 1984-ben kiadott, Lista a Bakony barlangjairól című összeállításban Szarkádi-gejzirbarlang a 4463-as barlangkataszteri területen, a Tihanyi-félszigeten, Tihanyban lévő üreg neve, amelynek másik neve Szarkádi III. kup 1. ürege. A posztvulkánikus üreg 4×2 m-es és 2 m magas.
1987-ben Eszterhás István írta le részletesen a rombarlangot. Az Eszterhás István által 1989-ben írt, Magyarország nemkarsztos barlangjainak listája című kéziratban az olvasható, hogy a Bakony hegységben, a 4463-as barlangkataszteri területen, Tihanyban lévő Szarkádi-gejzirbarlang gejziritben alakult ki. A barlang 3 m hosszú és 0,6 m magas. A listában meg van említve az a Magyarországon, nem karsztkőzetben kialakult, létrehozott 220 objektum (203 barlang és 17 mesterséges üreg), amelyek 1989. év végéig váltak ismertté. Magyarországon 40 barlang keletkezett gejziritben. Az összeállítás szerint Kordos László 1984-ben kiadott barlanglistájában fel van sorolva 119 olyan barlang is, amelyek nem karsztkőzetben jöttek létre.
Az Eszterhás István által 1993-ban írt, Magyarország nemkarsztos barlangjainak lajstroma című kéziratban meg van említve, hogy a Bakony hegységben, a 4463-as barlangkataszteri területen, Tihanyban helyezkedik el a Szarkádi-gejzírbarlang. A gejziritben keletkezett barlang 3 m hosszú és 0,6 m magas. Az összeállításban fel van sorolva az a Magyarországon, nem karsztkőzetben kialakult, létrehozott 520 objektum (478 barlang és 42 mesterséges üreg), amelyek 1993 végéig ismertté váltak. Magyarországon 40 barlang, illetve mesterségesen létrehozott, barlangnak nevezett üreg alakult ki, lett kialakítva gejziritben. A Bakony hegységben 123 barlang jött létre nem karsztkőzetben. A 2001. november 12-én készült, Magyarország nemkarsztos barlangjainak irodalomjegyzéke című kézirat barlangnévmutatójában szerepel a Szarkádi-gejzírbarlang. A barlangnévmutatóban fel van sorolva 8 irodalmi mű, amelyek foglalkoznak az üreggel.

## További irodalom
- Eszterhás István: A Tihanyi-félsziget barlangkatasztere. Kézirat. Isztimér, 1984. 72., 132. oldal és egy oldal fényképmelléklet. (A kézirat megtalálható a Magyar Karszt- és Barlangkutató Társulat Adattárában és a KvVM Barlang- és Földtani Osztályon.) (Néhány oldallal és fényképpel bővebb, mint az 1987-es nyomtatott változat.)
- Eszterhás István: A Bakony nemkarsztos barlangjainak genotipusai és kataszteri jegyzéke. Kézirat. Budapest, 1986. Szerződéses munka az Országos Környezet- és Természetvédelmi Hivatalnak.

## Külső hivatkozás
- Eszterhás István – Szentes György szerk.: Magyarország nemkarsztos barlangjainak katasztere. A List of Non-karstic Caves of Hungary.